# Chrysis sucincta
Chrysis sucincta är en stekelart. Chrysis sucincta ingår i släktet Chrysis och familjen guldsteklar. Inga underarter finns listade i Catalogue of Life.